# IC 4342
IC 4342 је спирална галаксија у сазвјежђу Волар која се налази на листи објеката дубоког неба у Индекс каталогу.
Деклинација објекта је + 25° 9' 9" а ректасцензија 13h 54m 22,0s. Привидна величина (магнитуда) објекта IC 4342 износи 14,6 а фотографска магнитуда 15,4. IC 4342 је још познат и под ознакама MCG 4-33-21, CGCG 132-39, PGC 49425.